# Louise Roy (gestionnaire)
Pour les articles homonymes, voir Roy et Louise Roy.
Louise Roy est une administratrice de sociétés publiques et privées née à Québec en 1947. Elle a assumé la présidence du Conseil des arts de Montréal de 2006 à 2012. En 2007, elle a été nommée chancelière de l'Université de Montréal. Elle est la première femme à occuper ces fonctions depuis la fondation de l'université en 1878. Depuis 2012, elle présidente le conseil d'administration du Centre interuniversitaire de recherche en analyse des organisations (CIRANO), en plus de présider le conseil d'administration du Concours musical international de Montréal et de siéger sur divers autres conseils et comités montréalais. 

## Études
Louise Roy a fait ses études universitaires de premier cycle à l’Université de Montréal, où elle a obtenu un baccalauréat en sociologie en 1971. Elle est également titulaire d'une maîtrise ès sciences (M.Sc.) de l’Université du Wisconsin, obtenue en 1972, et a poursuivi des études de doctorat en vue de l’obtention d’un Ph.D en sociologie à cette même université, en 1974. Au cours de ses études, elle a été boursière de la fondation Woodrow Wilson, du Conseil des Arts du Canada et du Ministère de l’Éducation du Québec. 

## Carrière
De 1985 à 1992, elle a été présidente-directrice-générale de la Société de transport de la Communauté urbaine de Montréal. Entre 1992 et 1993, elle a été vice-présidente principale à la Corporation du groupe La Laurentienne, société œuvrant dans les domaines de la banque et de l’assurance au Canada, aux États-Unis et en Grande-Bretagne. De 1994 à 1997, elle a occupé le poste de vice-présidente exécutif d’Air France à Paris. Elle a dirigé la division Amériques. Entre 1997 et 2000, Louise Roy a occupé le poste de présidente et chef de la direction de Télémédia Communications Inc., une entreprise canadienne de communication œuvrant dans le domaine des médias, radio et magazines. Entre 2000 et 2003, elle a occupé le poste de vice-présidente senior de l’Association internationale du transport aérien (IATA). Elle intervient de façon régulière dans la formation des cadres et dirigeants à HEC Montréal. 